# Wendehorst Bautechnische Zahlentafeln

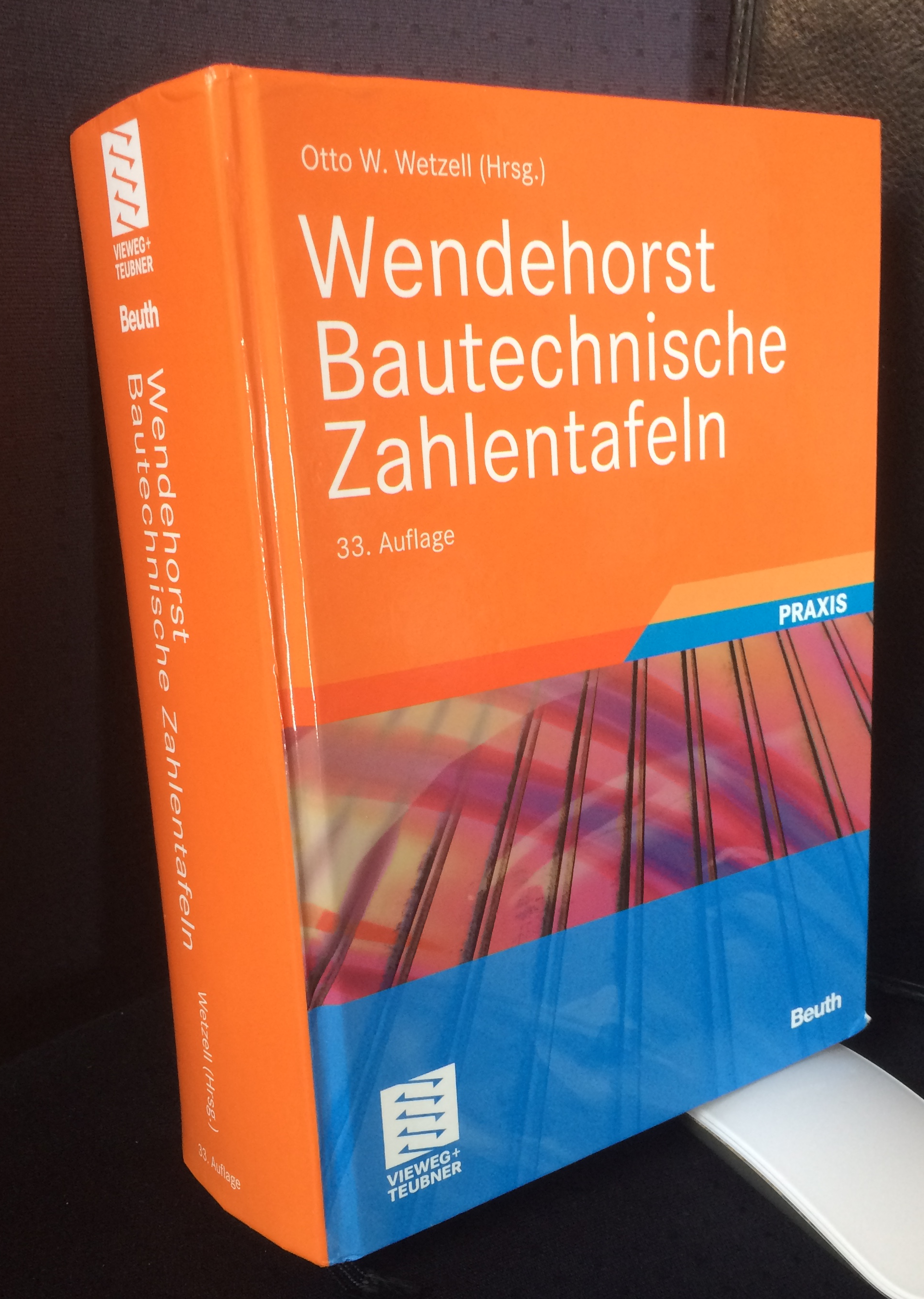
Wendehorst 33. Auflage 2009

Das Buch Wendehorst Bautechnische Zahlentafeln ist ein umfassendes Standardwerk für das Bauwesen, das seit der ersten Auflage 1934 themengerecht die technischen Details des Bauwesens erläutert. 
Die aktuelle 37. Auflage erschien 2022 in den zwei Verlagen Springer-Vieweg und DIN Media, beide Berlin. Der Herausgeber ist derzeit Ulrich Vismann.
Die einzelnen Kapitel werden laufend überarbeitet und dem Stand der Technik entsprechend ergänzt. Als Zielgruppe für dieses Werk werden Bauingenieure, Architekten, Techniker in Ausbildung, Studium und Praxis angegeben.

## Themen
Die aktuelle Ausgabe enthält die folgenden Kapitel:
1. Mathematik; Ansgar Neuenhofer
2. Vermessung; Rainer Joeckel
3. Baubetrieb; Alexander Malkwitz
4. Lastannahmen, Einwirkungen; Winfried Roos
5. Baumechanik und Baustatik; Ansgar Neuenhofer
6. Räumliche Aussteifung; Ansgar Neuenhofer
7. Beton; Roland Pickhardt
8. Stahlbeton und Spannbeton; Ulrich Vismann
9. Sonderkonstruktionen des Betonbaus; Michael Horstmann
10. Mauerwerk und Putz; Wolfram Jäger
11. Stahlbau; Richard Stroetmann
12. Holzbau; Wilfried Moorkamp, Helmuth Neuhaus
13. Glasbau; Bernhard Weller, Silke Tasche
14. Geotechnik; Christian Moormann
15. Bauen im Bestand; Uwe Weitkemper
16. Brandschutz; Bernhard Weller, Sylvia Heilmann
17. Bauphysik; Martin Homann
18. Schallimmisionsschutz; Martin Homann
19. Verkehrswesen; Dieter Maurmaier
20. Hydraulik und Wasserbau; Ekkehard Heinemann
21. Siedlungswasserwirtschaft; Andreas Strohmeier, Silvio Beier
22. Netzmanagement; Karsten Kerres
23. Bauen und Umwelt; Ingrid Obernosterer
24. Building Information Modeling; André Borrmann, Markus König
25. Bauzeichnungen; Uwe Weitkemper